# Martin Brundle
Martin John Brundle (1. června 1959, King's Lynn, Norfolk) je bývalý automobilový závodník a pilot Formule 1.

## Kariéra před Formulí 1
Závodit začal v 18 letech ve Formuli Ford. Rychle přestoupil do Formule 3, kde roku 1983 bojoval s Ayrtonem Sennou o titul mistra Británie, avšak skončil na druhém místě.

## Formule 1

### Sezony 1984-1988: Tyrrell, Zakspeed, Williams
V roce 1984 vstoupil do Formule 1, kde se v týmu Tyrrell stal stájovým kolegou Stefana Bellofa. V GP Dallasu utrpěl těžkou zlomeninu nohy. Do roku 1986 startoval v týmu Tyrrell, ale nedosáhl zde velkých výsledků. Pro sezonu 1987 přestoupil do týmu Zakspeed, avšak ani zde to nebylo lepší. V roce 1988 přerušil kariéru ve Formuli 1, pouze testoval pro tým WilliamsF1 a při nemoci Nigela Mansella za něj zaskočil při Grand Prix Belgie 1988.

### Sezony 1989, 1991: Brabham
Po roční přestávce se do seriálu velkých cen vrátil, řídil monopost týmu Brabham, celkově skončil na 20. příčce a opět si udělal roční pauzu tentokráte se sportovními vozy. Roku 1991 se vrátil zpět do Brabhamu a v poháru jezdců skončil na 15. pozici.

### Sezona 1992: Benetton
Díky kvalitním výsledkům v nekonkurenceschopném voze jej angažoval tým Benetton Formula, se kterým si v roce 1992 vyjel nejlepší umístění v poháru jezdců, a to 6. místo s 38 body. Jeho týmový kolegou byl Michael Schumacher, z jehož stínu zvláště při kvalifikacích za celou sezonu nedokázal vystoupit, přesto získal 4 třetí místa a druhou pozici v Monze. Blízko vítězství stál v Montrealu, avšak závod nedokončil.
Po sezoně k všeobecnému překvapení z týmu musel odejít, na jeho místo přišel Ital Riccardo Patrese. Usiloval o místo ve vítězném Williamsu, avšak přednost dostal Damon Hill.

### Sezóna 1993: Ligier
Po odchodu z Benettonu musel vzít za vděk francouzskou stáj Ligier. Jeho nejlepším výsledkem se stalo překvapivé 3. místo v Imole. Celkově se umístil na 7. příčce.

### Sezony 1994 -1996: McLaren, Ligier, Jordan
V roce 1994 pilotoval monopost McLarenu, se kterým získal 2. pozici v prestižní Grand Prix Monaka 1994. Se 16 body obsadil celkově sedmé místo, pro sezonu 1995 se vrátil do Ligieru, v závěrečném účtování skončil třináctý, nejlepším výsledkem se stal bronz v Grand Prix Belgie.
Svou poslední sezonu ve Formuli 1 strávil v Jordanu, nejlépe dojel čtvrtý v Monze a v poháru jezdců dosáhl na 11. pozici. Na další rok se snažil získat závodní sedačku v týmu Sauber, avšak neuspěl.

## Kariéra mimo Formuli 1
V roce 1988 získal titul mistra světa ve sportovních vozech s továrním týmem Jaguar díky rekordnímu počtu bodů. Roku 1990 se stejnou automobilkou zvítězil v 24 hodin Le Mans. Roku 1997 startoval za Nissan v 24 hodin Le Mans. V letech 1998 až 1999 závodil s Toyotou v kategorii GT1. V 24 hodin Le Mans startoval také v roce 2001 za automobilku Bentley, jež se vrátila k motosportu.

## Mimozávodní aktivity

### Komentování
Jako komentátor závodů F1 debutoval v Grand Prix Belgie 1989, kterou nedokončil a zaskočil tak za tehdejšího moderátora Jamese Hunta. Několik velkých cen komentoval v roce 1995, když jej u týmu Ligier nahrazoval Aguri Suzuki.
Po ukončení aktivní závodní kariéry roku 1997 se stal komentátorem britské televize ITV Sport, kde do roku 2002 pracoval po boku legendárního Murray Walkera, po jeho odchodu spolupracoval s Jamesem Allenem. Za své komentátorské umění dostal v letech 1998, 1999, 2005 a 2006 ocenění v anketě RTS Television Sports Award. Od roku 2009 komentuje závody pro BBC.

### Manažerské funkce
Předtím působil jako předseda Britského klubu závodních jezdců a jako manažer pilota F1 Davida Coultharda. V současnosti se stará také o kariéry Garyho Paffetta a Mikea Conwaye.
Jeho syn Alex také závodí, roku 2008 skončil v první desítce série Formule Palmer Audi a v roce 2009 startoval v znovuobnovené Formuli 2.

## Kompletní výsledky ve Formuli 1
| Legenda k tabulce | Legenda k tabulce                                                                       |
| Barva             | Výsledek                                                                                |
| ----------------- | --------------------------------------------------------------------------------------- |
| Zlatá             | Vítěz                                                                                   |
| Stříbrná          | 2. místo                                                                                |
| Bronzová          | 3. místo                                                                                |
| Zelená            | Bodované umístění                                                                       |
| Modrá             | Nebodované umístění                                                                     |
| Modrá             | Dokončil neklasifikován (NC)                                                            |
| Fialová           | Odstoupil (Ret)                                                                         |
| Červená           | Nekvalifikoval se (DNQ)                                                                 |
| Červená           | Nepředkvalifikoval se (DNPQ)                                                            |
| Černá             | Diskvalifikován (DSQ)                                                                   |
| Bílá              | Nestartoval (DNS)                                                                       |
| Bílá              | Závod zrušen (C)                                                                        |
| Světle modrá      | Pouze trénoval (PO)                                                                     |
| Světle modrá      | Páteční testovací jezdec (TD)                                                           |
| Bez barvy         | Netrénoval (DNP)                                                                        |
| Bez barvy         | Vyřazen (EX)                                                                            |
| Bez barvy         | Nepřijel (DNA)                                                                          |
| Bez barvy         | Odvolal účast (WD)                                                                      |
| Bez barvy         | Nezúčastnil se (prázdné)                                                                |
| Označení          | Význam                                                                                  |
| Tučnost           | Pole position                                                                           |
| Kurzíva           | Nejrychlejší kolo                                                                       |
| †                 | Jezdec nedojel do cíle, ale byl klasifikován, protože odjel více než 90 % délky závodu. |
| ‡                 | Byl udělován poloviční počet bodů, protože bylo odjeto méně než 75 % délky závodu.      |
| Horní index       | Umístění bodujících jezdců ve sprintu                                                   |

| Rok  | Tým                           | Šasi           | Motor                   | 1       | 2       | 3       | 4       | 5       | 6        | 7        | 8       | 9       | 10      | 11      | 12      | 13      | 14      | 15      | 16      | 17      | Umístění  | Body |
| ---- | ----------------------------- | -------------- | ----------------------- | ------- | ------- | ------- | ------- | ------- | -------- | -------- | ------- | ------- | ------- | ------- | ------- | ------- | ------- | ------- | ------- | ------- | --------- | ---- |
| 1984 | Tyrrell Racing Organisation*  | Tyrrell 012    | Cosworth V8             | BRA DSQ | RSA DSQ | BEL DSQ | SMR DSQ | FRA DSQ | MON DNQ  | CAN DSQ  | USE DSQ | USW DNQ | GBR     | GER     | AUT     | NED     | ITA     | EUR     | POR     |         | -         | 0    |
| 1985 | Tyrrell Racing Organisation   | Tyrrell 012    | Cosworth V8             | BRA 8   | POR Ret | SMR 9   | MON 10  | CAN 12  | USA Ret  |          |         | GER 10  | AUT DNQ |         |         |         |         |         |         |         | -         | 0    |
| 1985 | Tyrrell Racing Organisation   | Tyrrell 014    | Renault V6 t/c          |         |         |         |         |         |          | FRA Ret  | GBR 7   |         |         | NED 7   | ITA 8   | BEL 13  | EUR Ret | RSA 7   | AUS NC  |         | -         | 0    |
| 1986 | Data General Team Tyrrell     | Tyrrell 014    | Renault V6 t/c          | BRA 5   | ESP Ret | SMR 8   |         |         |          |          |         |         |         |         |         |         |         |         |         |         | 11. místo | 8    |
| 1986 | Data General Team Tyrrell     | Tyrrell 015    | Renault V6 t/c          |         |         |         | MON Ret | BEL Ret | CAN 9    | USA Ret  | FRA 10  | GBR 5   | GER Ret | HUN 6   | AUT Ret | ITA 10  | POR Ret | MEX 11  | AUS 4   |         | 11. místo | 8    |
| 1987 | West Zakspeed Racing          | Zakspeed 861   | Zakspeed Straight-4 t/c | BRA Ret |         |         |         |         |          |          |         |         |         |         |         |         |         |         |         |         | 18. místo | 2    |
| 1987 | West Zakspeed Racing          | Zakspeed 871   | Zakspeed Straight-4 t/c |         | SMR 5   | BEL Ret | MON 7   | USA Ret | FRA Ret  | GBR NC   | GER NC  | HUN Ret | AUT DSQ | ITA Ret | POR Ret | ESP 11  | MEX Ret | JPN Ret | AUS Ret |         | 18. místo | 2    |
| 1988 | Canon Williams Team           | Williams FW12  | Judd V8                 | BRA     | SMR     | MON     | MEX     | CAN     | USA      | FRA      | GBR     | GER     | HUN     | BEL 7   | ITA     | POR     | ESP     | JPN     | AUS     |         | -         | 0    |
| 1989 | Motor Racing Developments     | Brabham BT58   | Judd V8                 | BRA Ret | SMR Ret | MON 6   | MEX 9   | USA Ret | CAN DNPQ | FRA DNPQ | GBR Ret | GER 8   | HUN 12  | BEL Ret | ITA 6   | POR 8   | ESP Ret | JPN 5   | AUS Ret |         | 20. místo | 4    |
| 1991 | Motor Racing Developments Ltd | Brabham BT59Y  | Yamaha V12              | USA 11  | BRA 12  |         |         |         |          |          |         |         |         |         |         |         |         |         |         |         | 15. místo | 2    |
| 1991 | Motor Racing Developments Ltd | Brabham BT60Y  | Yamaha V12              |         |         | SMR 11  | MON EX  | CAN Ret | MEX Ret  | FRA Ret  | GBR Ret | GER 11  | HUN Ret | BEL 9   | ITA 13  | POR 12  | ESP 10  | JPN 5   | AUS DNQ |         | 15. místo | 2    |
| 1992 | Camel Benetton Ford           | Benetton B191B | Ford V8                 | RSA Ret | MEX Ret | BRA Ret |         |         |          |          |         |         |         |         |         |         |         |         |         |         | 6. místo  | 38   |
| 1992 | Camel Benetton Ford           | Benetton B192  | Ford V8                 |         |         |         | ESP Ret | SMR 4   | MON 5    | CAN Ret  | FRA 3   | GBR 3   | GER 4   | HUN 5   | BEL 4   | ITA 2   | POR 4   | JPN 3   | AUS 3   |         | 6. místo  | 38   |
| 1993 | Ligier Gitanes Blondes        | Ligier JS39    | Renault V10             | RSA Ret | BRA Ret | EUR Ret | SMR 3   | ESP Ret | MON 6    | CAN 5    | FRA 5   | GBR 14  | GER 8   | HUN 5   | BEL 7   | ITA Ret | POR 6   | JPN 9   | AUS 6   |         | 7. místo  | 13   |
| 1994 | Marlboro McLaren Peugeot      | McLaren MP4/9  | Peugeot V10             | BRA Ret | PAC Ret | SMR 8   | MON 2   | ESP 11  | CAN Ret  | FRA Ret  | GBR Ret | GER Ret | HUN 4   | BEL Ret | ITA 5   | POR 6   | EUR Ret | JPN Ret | AUS 3   |         | 7. místo  | 16   |
| 1995 | Ligier Gitanes Blondes        | Ligier JS41    | Mugen Honda V10         | BRA     | ARG     | SMR     | ESP 9   | MON Ret | CAN Ret  | FRA 4    | GBR Ret | GER     | HUN Ret | BEL 3   | ITA Ret | POR 8   | EUR 7   | PAC     | JPN     | AUS Ret | 13. místo | 7    |
| 1996 | B&H Total Jordan Peugeot      | Jordan 196     | Peugeot V10             | AUS Ret | BRA 12  |         |         |         |          |          |         |         |         |         |         |         |         |         |         |         | 11. místo | 8    |
| 1996 | Total Jordan Peugeot          | Jordan 196     | Peugeot V10             |         |         | ARG Ret | EUR 6   | SMR Ret | MON Ret  | ESP Ret  | CAN 6   | FRA 8   | GBR 6   | GER 10  | HUN Ret | BEL Ret | ITA 4   | POR 9   | JPN 5   |         | 11. místo | 8    |